# Sciaenochromis ahli
Espèce
Synonymes
Statut de conservation UICN

 LC  : Préoccupation mineure
Sciaenochromis ahli est une espèce de poissons d'eau douce de la famille des cichlidae endémique du lac Malawi en Afrique. Espèce a ne surtout pas confondre avec l'espèce Sciaenochromis fryeri, plus populaire en aquariophilie et se dénommant très largement « alhi » ou « alhi blue » ou encore « electric blue ».

## Taille
Cette espèce atteint adulte une taille maximale avoisinant les 20 cm, parfois un peu plus en aquarium pour les plus vieux spécimens.